# ウニベルシダ・カトリカ (チリ)
クルブ・デポルティーボ・ウニベルシダ・カトリカ（スペイン語: Club Deportivo Universidad Católica）は、チリの首都サンティアゴに本拠を置くサッカークラブである。プリメーラ・ディビシオン（1部）に在籍している。
同じように大学のクラブをルーツとするウニベルシダ・デ・チレ（チリ大学）との間には強いライバル関係がある。チリ大学にはスポーツ面でも学問面でもライバル意識を持っており、両クラブの対戦はクラシコ・ウニベルシタリオ（Clásico Universitario、大学クラシコ）と呼ばれる。
ウニベルシダ・カトリカのサポーターはチリ全土に広がっている。その中には大衆的な地域や町もあるが、スタジアムやクラブハウスは首都の高級街の一角にあり、その他の要因も合わさって、上流階級のファンが多いとされる。この理由により、サンティアゴ市内の別場所への新スタジアムの建設が計画されている。今日のウニベルシダ・カトリカはチリ国内のみならず南米でも名声を博しており、南米大陸で最も充実したクラブハウスや練習場を持つクラブのひとつとして知られている。下部組織も充実しており、何人ものスター選手を輩出している。

## スタジアム

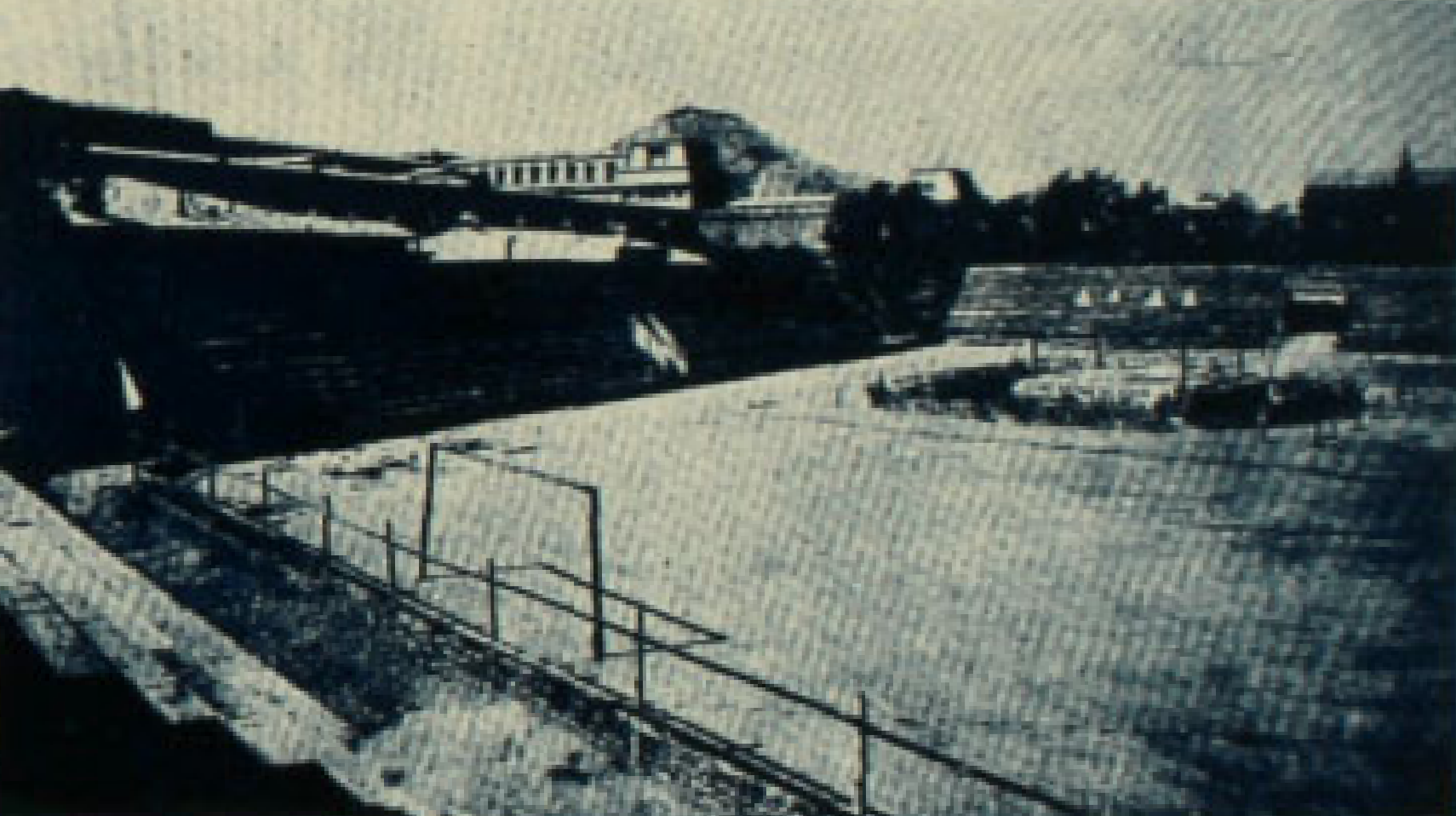
カトリック大学スタジアム (アマチュア時代からプロ時代まで)
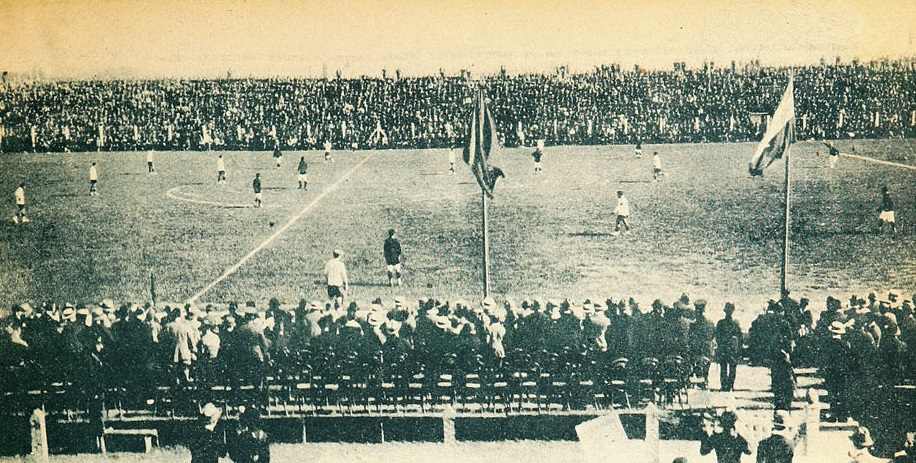
Ñuñoaスポーツフィールド (アマチュア時代からプロ時代まで)
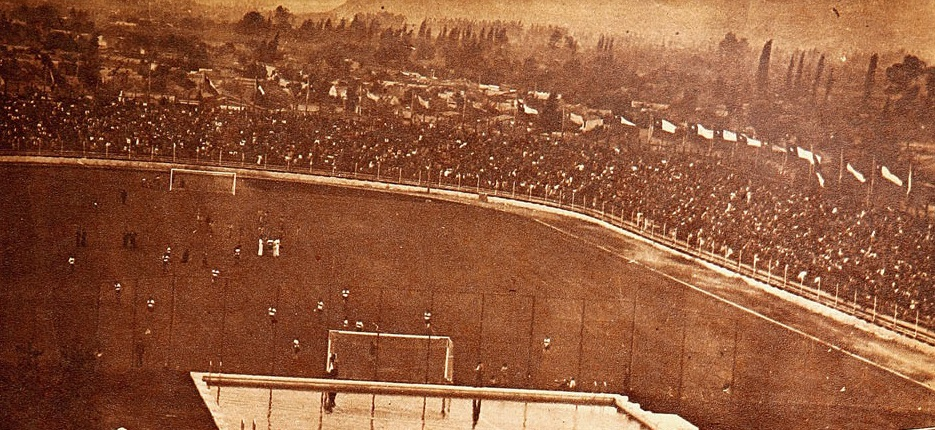
インデペンデンシアスタジアム (1945-1971)
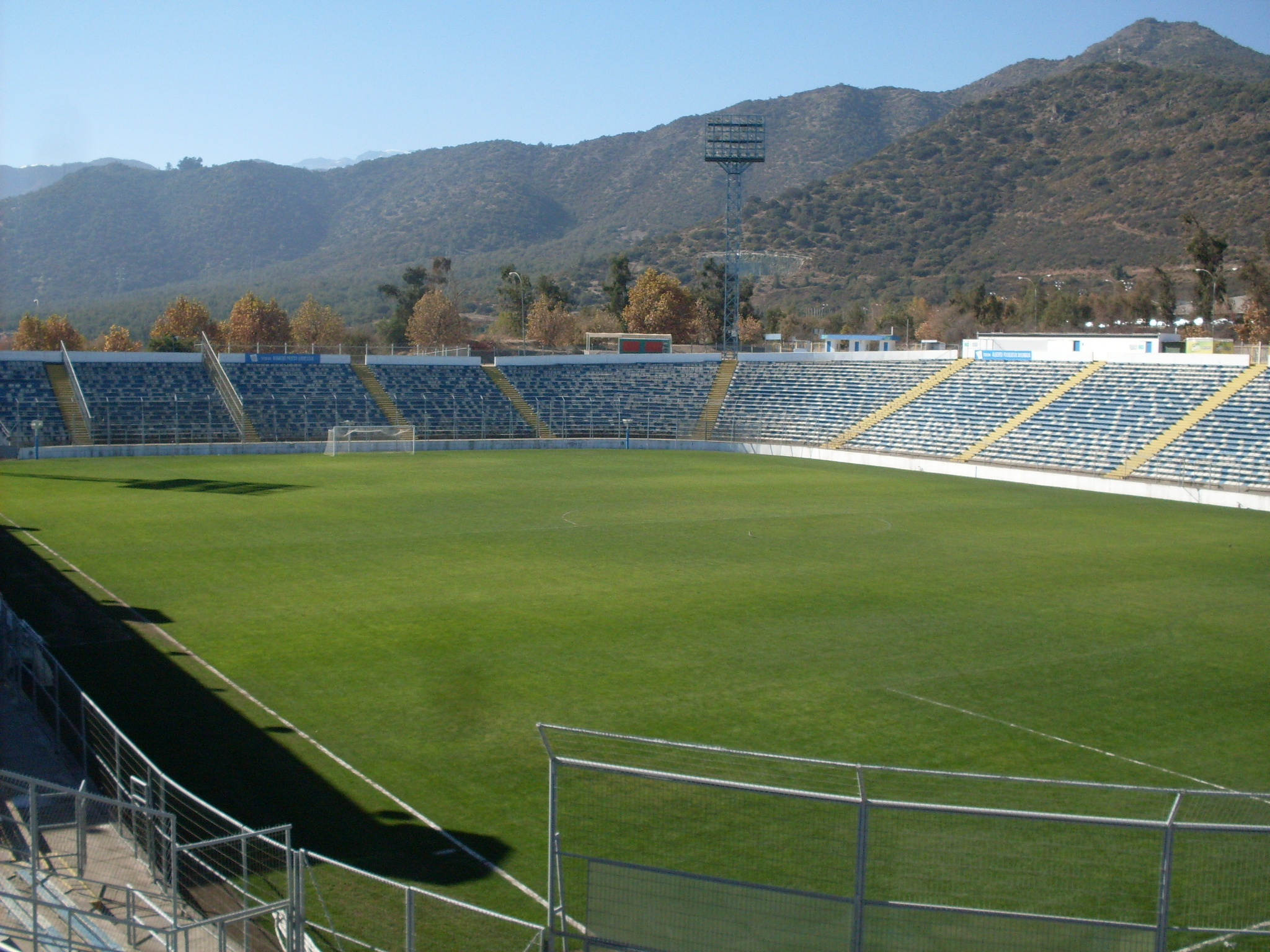
エスタディオ・サン・カルロス・デ・アポキンド (1988年から現在まで)

## 歴史

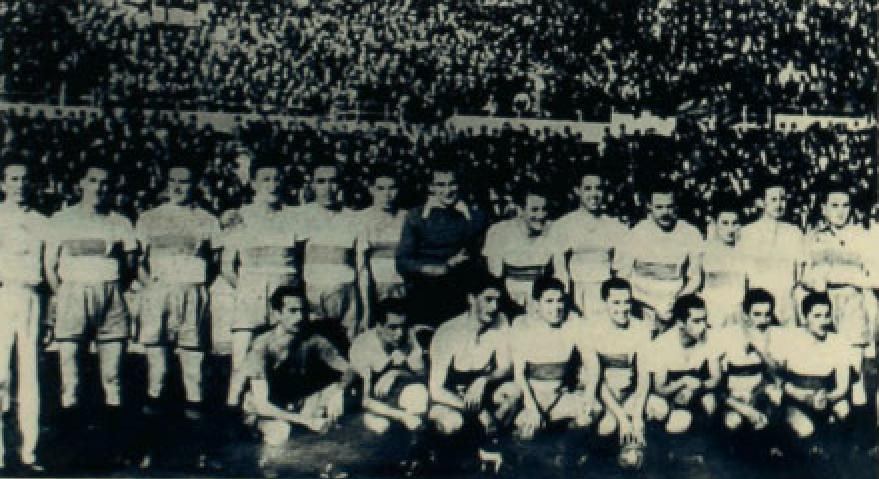
1939年のウニベルシダ・カトリカ

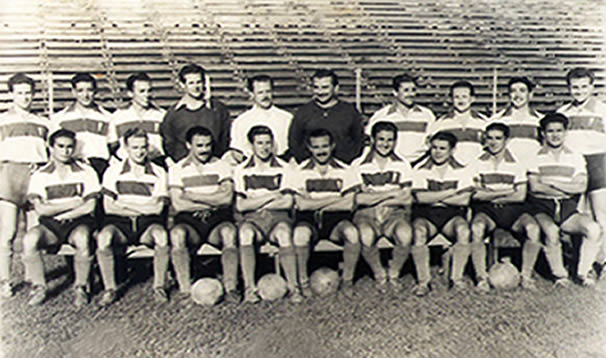
1949年のウニベルシダ・カトリカ

チリ・カトリック大学のサッカークラブとして活動を始めた。サッカーチーム自体の創設は1910年頃だが、プロクラブとして創設されたのは1937年4月21日であり、クラブは公式かつ法的な設立年を1937年としている。プロデビュー戦はプリメーラB（2部）のウニベルシダ・デ・チレ戦だった。
1993年にはコパ・リベルタドーレスに出場し、決勝でサンパウロFC（ブラジル）に敗れたものの、今日でも過去最高位となる準優勝という成績を残した。1994年のコパ・インテラメリカーナにはサンパウロFCが出場を拒否したため、準優勝のウニベルシダ・カトリカが繰上がりで出場し、デポルティーボ・サプリサ（コスタリカ）に勝って優勝した。
2005年にはコパ・スダメリカーナで準決勝に進出したが、最終的に優勝したボカ・ジュニアーズ（アルゼンチン）に敗れた。2006年のコパ・リベルタドーレスでも調子の良さを見せたが、UANLティグレス（メキシコ）との試合ではロスタイムに失点し、グループステージ敗退となった。2007年はコパ・リベルタドーレスの出場権を得られなかった。2008年にもコパ・リベルタドーレスに出場したが、CAリーベル・プレート（アルゼンチン）とクラブ・アメリカ（メキシコ）に得失点差で及ばずにグループステージ敗退となった。2010年も調子が良くなく、ウニベルシダ・デ・チレとCRフラメンゴ（ブラジル）に次ぐグループ3位で敗退した。2011年大会はグループステージを首位で終え、ラウンド16ではグレミオFBPA（ブラジル）を勝って準々決勝に進出した。準々決勝ではCAペニャロール（ウルグアイ）と対戦。モンテビデオで行われたファーストレグに0-2で敗れ、ホームでは2-1で勝利したものの、2試合合計2-3で敗退となった。かつて選手としてもウニベルシダ・カトリカでプレーしたマリオ・レペ監督が率いた2012年大会は、ホームでわずか1勝しか挙げられなかったほか、コロンビアとボリビアでのアウェーゲームに敗れ、グループステージ最下位で敗退した。

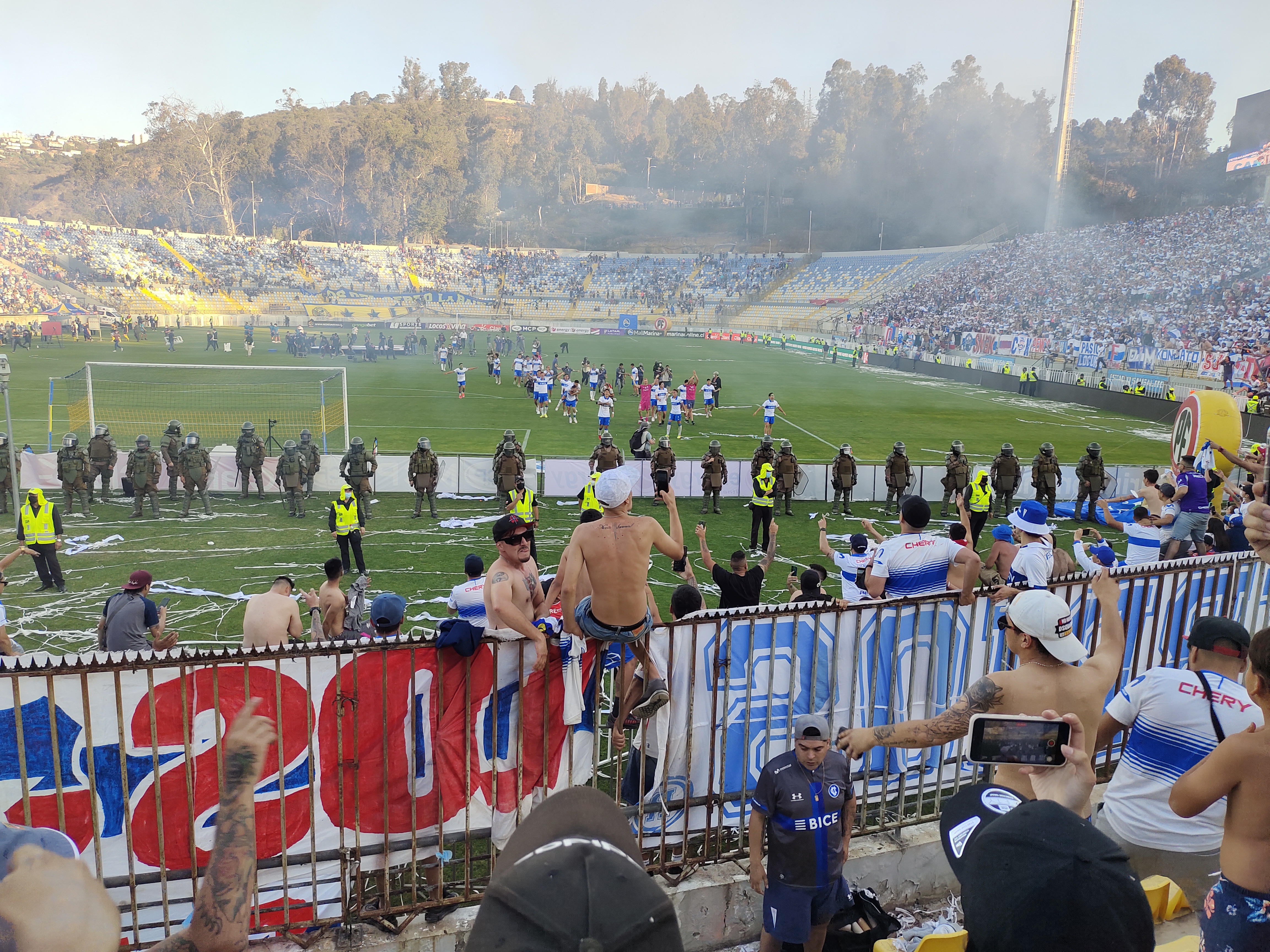
2018年から2021年にかけて国内4連覇を達成した後の選手とファンの間での祝賀会。

2018 年から 2021 年にかけて、チームは地元で最高の栄誉を獲得しました。カトリカは4年連続のタイトルを獲得し、合計16回のタイトルを獲得した。 「長い」トーナメント形式、つまりラウンドロビンでこれまでこの成績を達成したチームは他にありませんでした。

## タイトル

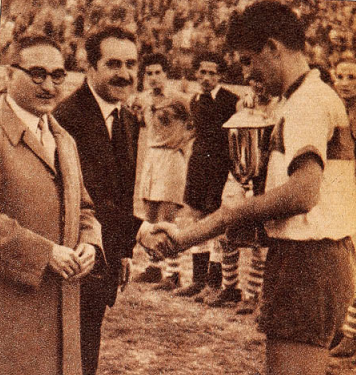
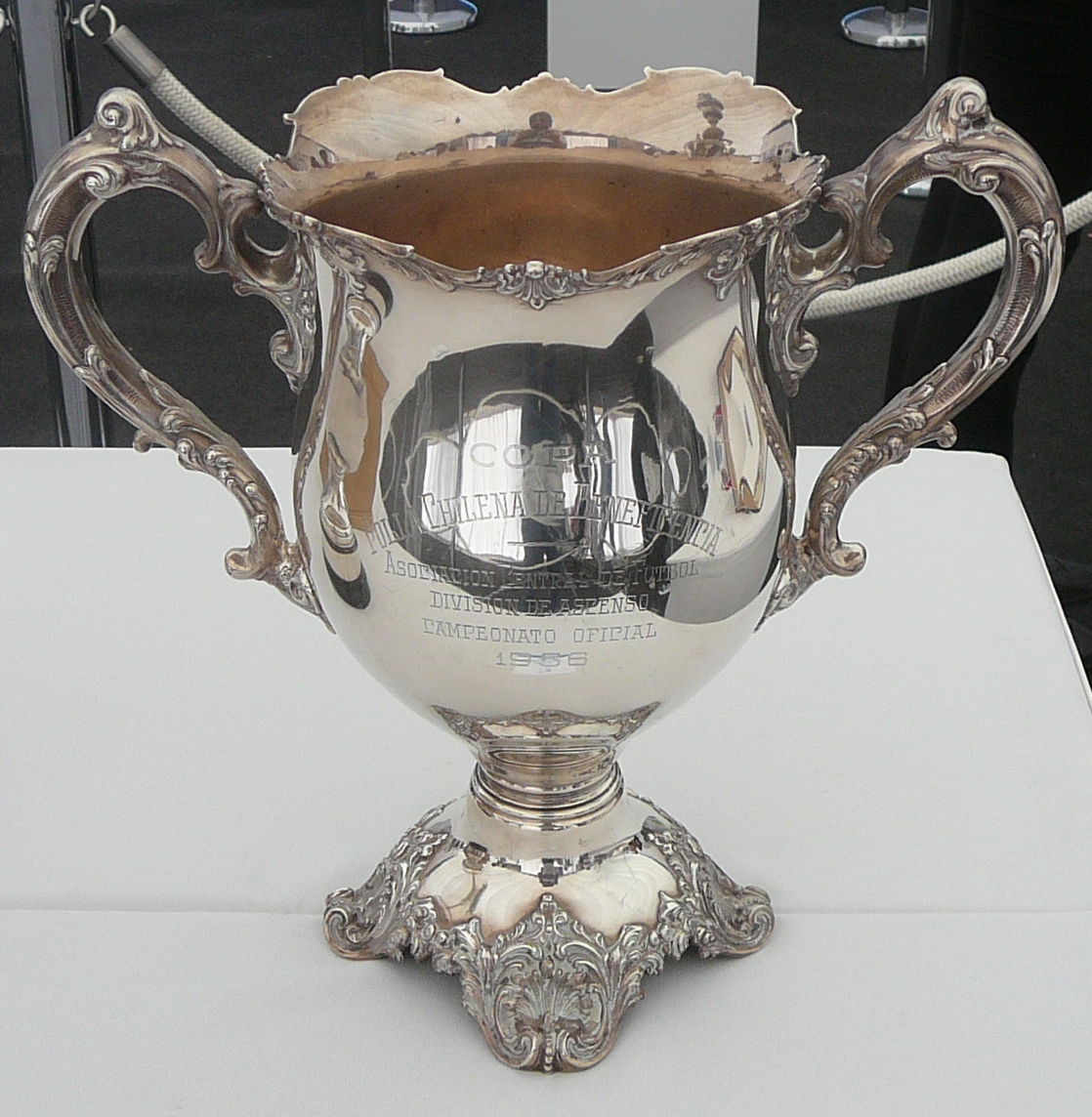
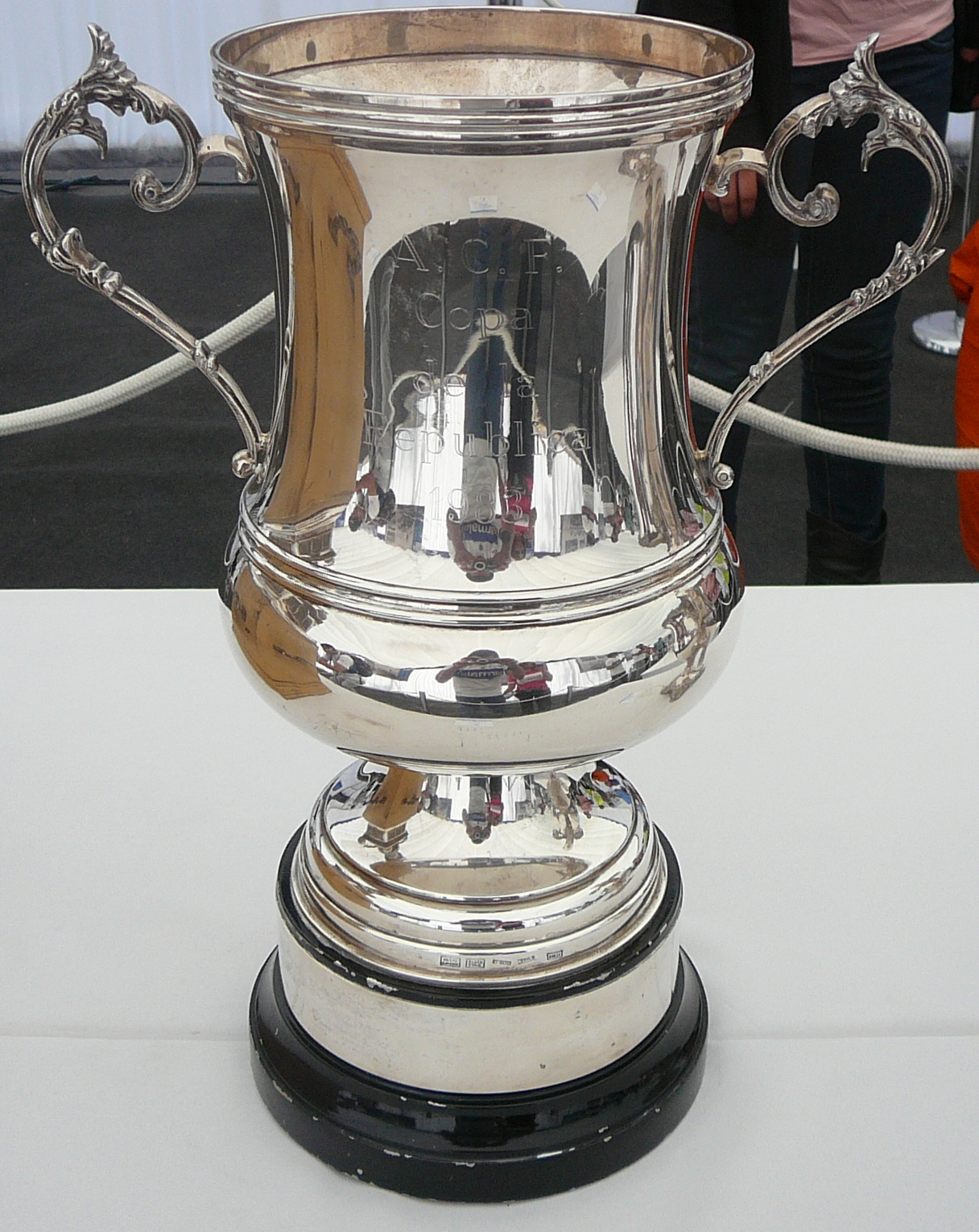
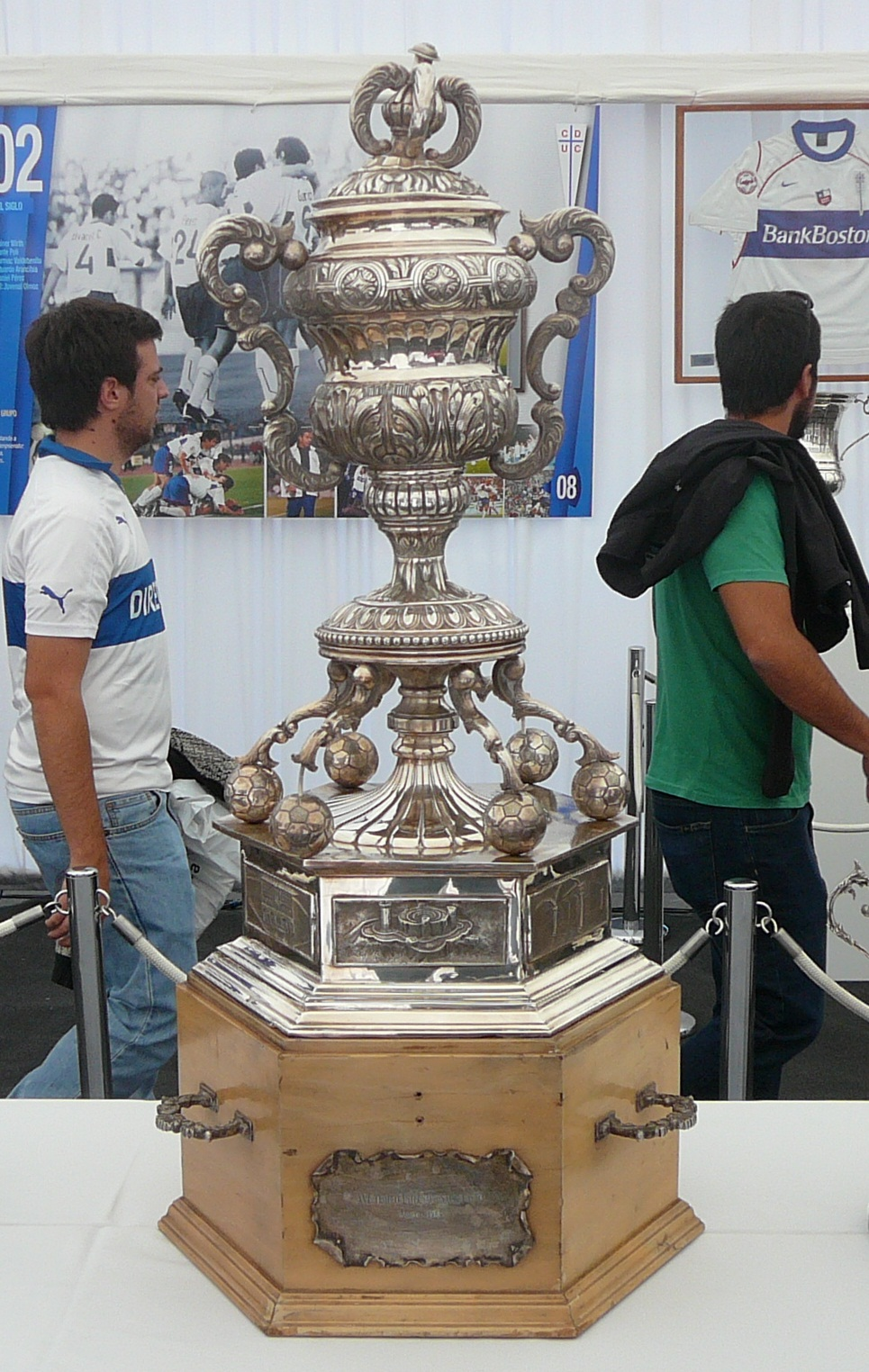
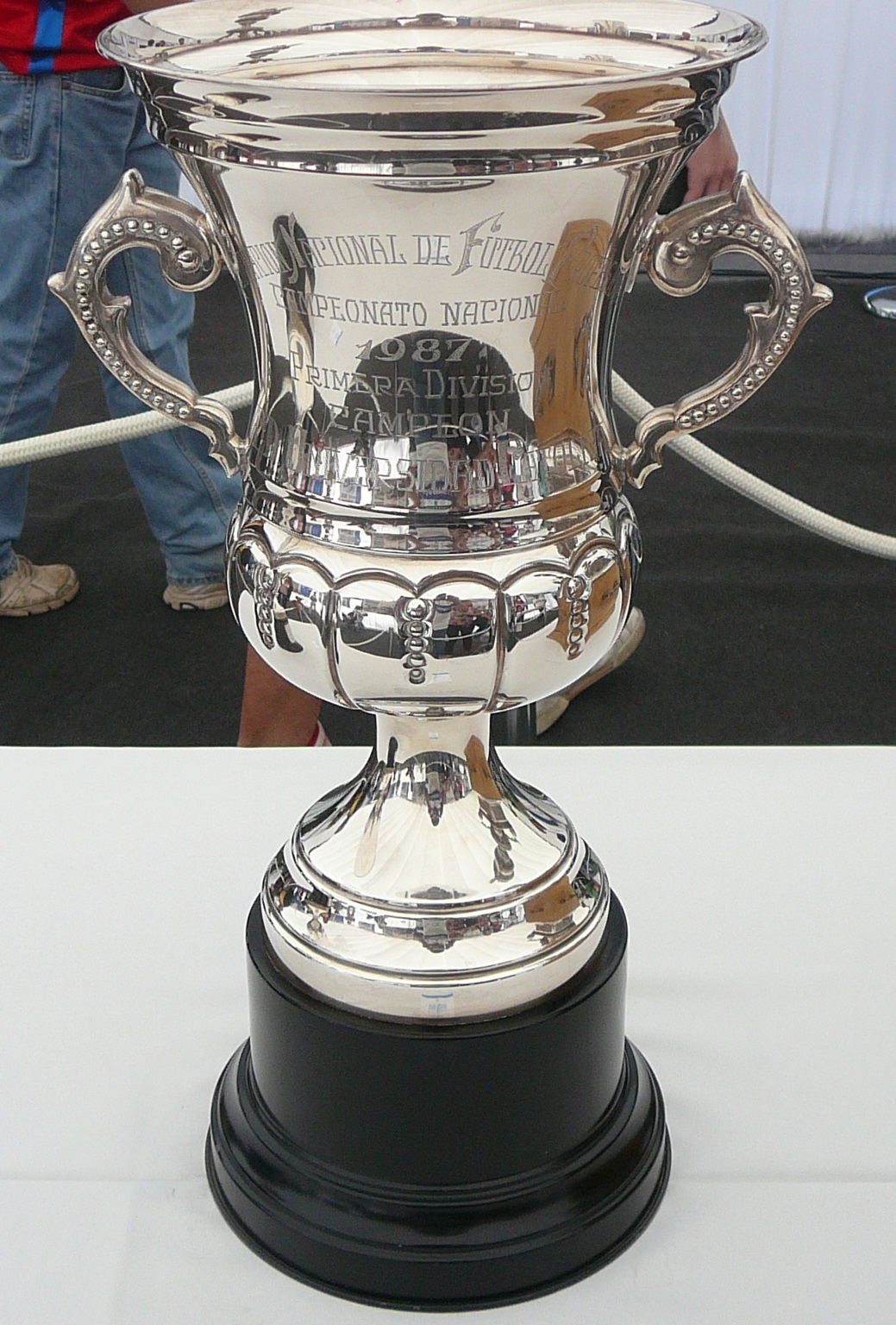
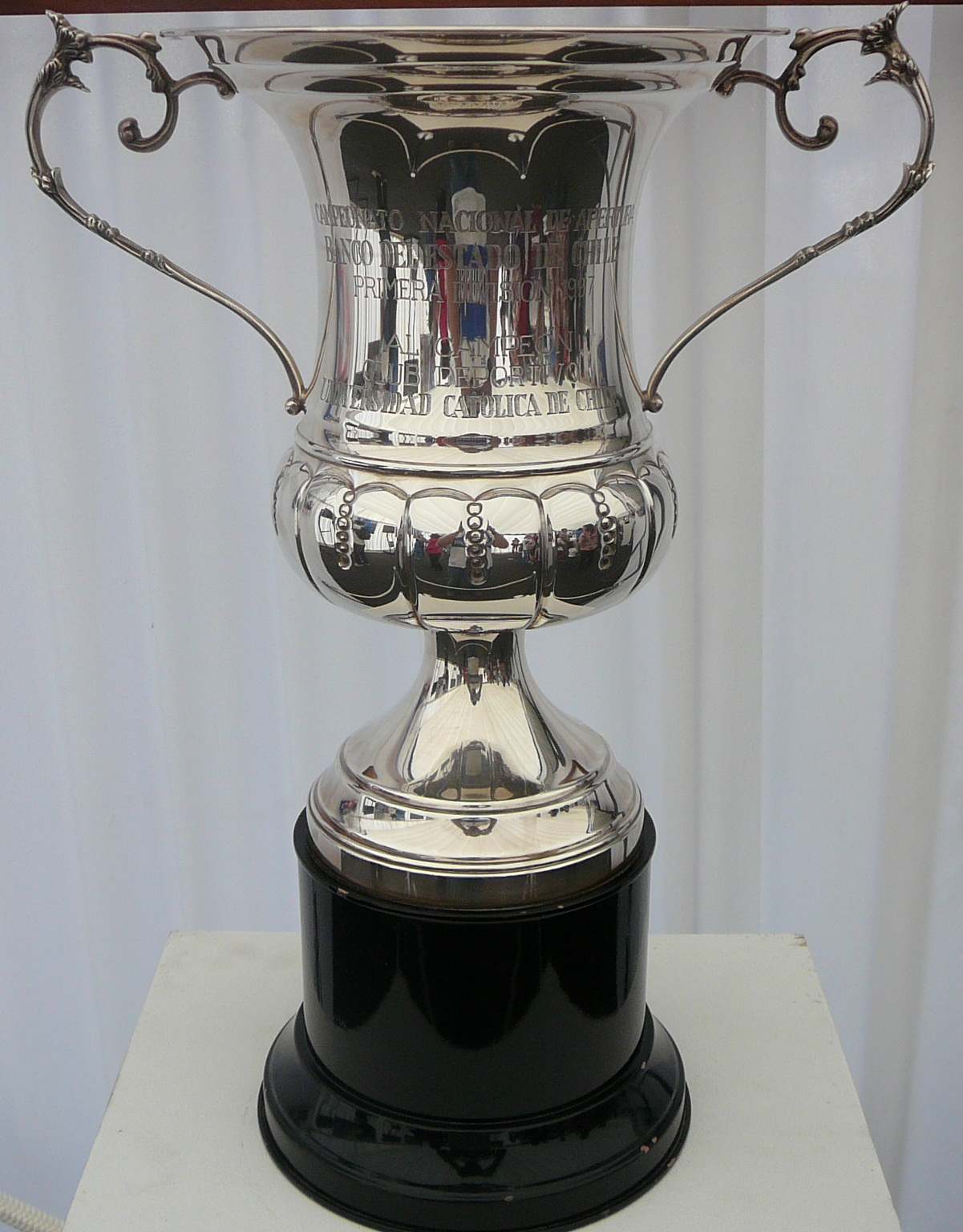
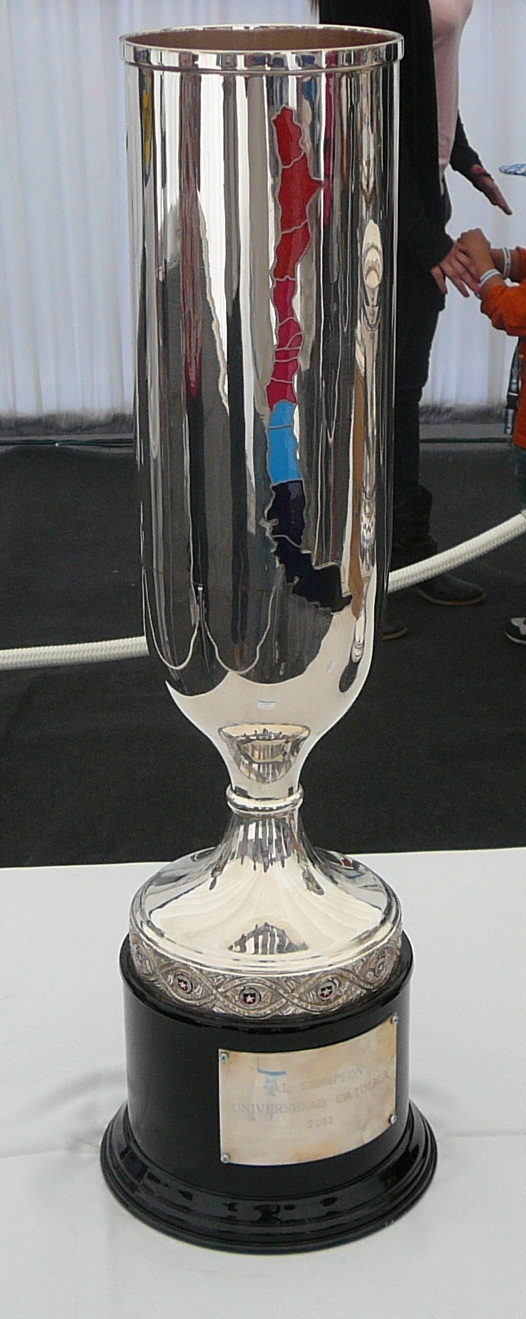
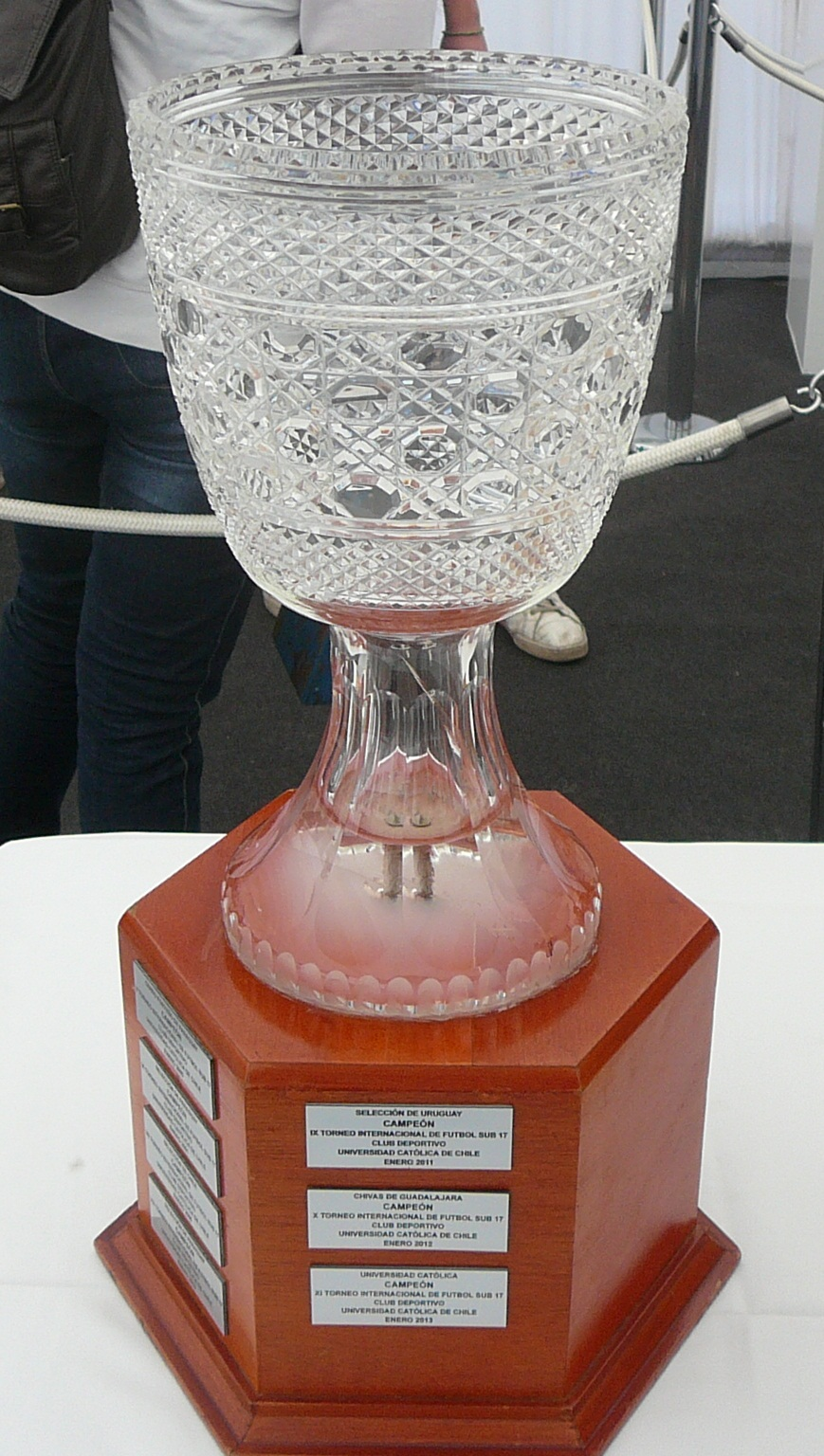
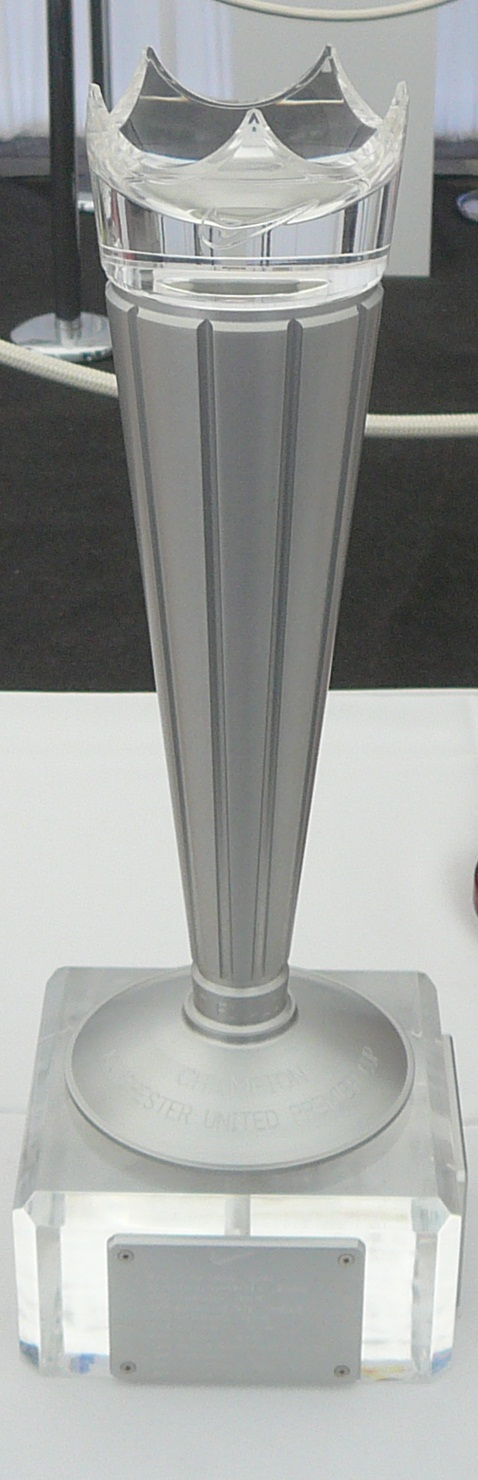

### 国内タイトル
- プリメーラ・ディビシオン (1部) : 16回
  - 1949, 1954, 1961, 1966, 1984, 1987, 1997アペルトゥーラ, 2002アペルトゥーラ, 2005アペルトゥーラ, 2010, 2016クラウスラ, 2016アペルトゥーラ, 2018, 2019, 2020, 2021

- プリメーラB (2部) : 2回
  - 1956, 1975

- コパ・チレ : 5回
  - 1983 (コパ・ポーリャ・ゴル), 1983 (コパ・レプブリカ), 1991, 1995, 2011

- スーペルコパ : 4回
  - 2016, 2019, 2020, 2021
- リギージャ・プレ＝リベルタドーレス : 8回
  - 1985, 1989, 1991, 1992, 1994, 1995, 1996, 1998

- リギージャ・プレ＝スダメリカーナ : 3回
  - 2003, 2015-C, 2015-A

- アペルトゥーラ・コンソレーション・トーナメント : 1回
  - 1949

### 国際タイトル
- コパ・インテラメリカーナ : 1回
  - 1994

- コパ・リベルタドーレス : 0回
  - 最高位 準優勝 : 1993

## 記録
- プリメーラ・ディビシオン (1部) 在籍 : 66シーズン
- プリメーラB (2部) 在籍 : 3シーズン
- プリメーラ・ディビシオン最高位 : 1位
- プリメーラ・ディビシオン最低位 : 18位
- シーズン (通年制) 最多勝利 : 27勝 (1999)
- シーズン (前後期制) 最多勝利 : 18勝 (クラウスーラ2005)
- シーズン (通年制) 最多得点 : 102点 (1999)
- シーズン (前後期制) 最多得点 : 56 (アペルトゥーラ2002)
- 連続無失点キーパー : ホセ・マリア・ブルフバシッチ (1352分連続無失点)
- コパ・リベルタドーレス最多出場 : マリオ・レペ (76試合)

## 過去の成績
2012年までは暦年 (1月-12月) を1シーズンとし、暦年前半にアペルトゥーラ、暦年後半にクラウスーラを行なっていた。2013-14シーズンからはシーズン開始時期を半年ずらし、7月-翌年6月を1シーズンとし、暦年後半にアペルトゥーラ、暦年前半にクラウスーラを行なっている。移行期間となった2013年は半年を1シーズンとし、トランシシオン（移行）という名称のシーズンを行なった。
| シーズン           | 順位 | 試合数 | 勝 | 分 | 敗 | 得点 | 失点 | 勝ち点 |
| ------------------ | ---- | ------ | -- | -- | -- | ---- | ---- | ------ |
| 2005アペルトゥーラ | 3位  | 19     | 14 | 2  | 3  | 39   | 13   | 44     |
| 2005クラウスーラ   | 1位  | 19     | 15 | 4  | 0  | 33   | 3    | 49     |
| 2006アペルトゥーラ | 6位  | 18     | 9  | 5  | 4  | 27   | 20   | 32     |
| 2006クラウスーラ   | 7位  | 18     | 9  | 4  | 5  | 24   | 18   | 31     |
| 2007アペルトゥーラ | 2位  | 20     | 14 | 4  | 2  | 36   | 14   | 46     |
| 2007クラウスーラ   | 5位  | 20     | 10 | 4  | 6  | 33   | 21   | 34     |
| 2008アペルトゥーラ | 7位  | 19     | 11 | 3  | 5  | 37   | 19   | 36     |
| 2008クラウスーラ   | 6位  | 18     | 9  | 2  | 7  | 37   | 33   | 29     |
| 2009アペルトゥーラ | 4位  | 17     | 8  | 3  | 6  | 26   | 18   | 27     |
| 2009クラウスーラ   | 2位  | 17     | 11 | 5  | 1  | 43   | 13   | 38     |
| 2010               | 1位  | 34     | 23 | 5  | 6  | 77   | 39   | 74     |
| 2011アペルトゥーラ | 2位  | 17     | 11 | 5  | 1  | 34   | 18   | 38     |
| 2011クラウスーラ   | 4位  | 17     | 8  | 4  | 5  | 29   | 18   | 28     |
| 2012アペルトゥーラ | 6位  | 17     | 8  | 6  | 3  | 31   | 17   | 30     |
| 2012クラウスーラ   | 9位  | 17     | 6  | 5  | 6  | 24   | 23   | 23     |
| 2013トランシシオン | 2位  | 17     | 12 | 2  | 3  | 36   | 19   | 38     |
| 2013アペルトゥーラ | 2位  | 17     | 12 | 3  | 2  | 37   | 13   | 39     |
| 2014クラウスーラ   | 2位  | 17     | 10 | 3  | 4  | 32   | 19   | 33     |
| 2014アペルトゥーラ | 14位 | 17     | 5  | 2  | 10 | 20   | 25   | 17     |
| 2015クラウスーラ   | 4位  | 17     | 8  | 5  | 4  | 40   | 31   | 29     |
| 2015アペルトゥーラ | 2位  | 15     | 10 | 2  | 3  | 33   | 15   | 32     |
| 2016クラウスーラ   | 1位  | 15     | 9  | 2  | 4  | 33   | 25   | 29     |
| 2016アペルトゥーラ | 1位  | 15     | 9  | 4  | 2  | 37   | 18   | 31     |
| 2017クラウスーラ   | 4位  | 15     | 7  | 2  | 6  | 25   | 23   | 23     |
| 2017トランシシオン | 11位 | 15     | 4  | 4  | 7  | 17   | 19   | 16     |
| 2018               | 1位  | 30     | 17 | 10 | 3  | 39   | 25   | 61     |

## 現所属メンバー
2022年12月7日現在
注：選手の国籍表記はFIFAの定めた代表資格ルールに基づく。
| No. | Pos. |              | 選手名                   |
| --- | ---- | ------------ | ------------------------ |
| 1   | GK   | チリ         | ビセンテ・ベルネド       |
| 3   | DF   | チリ         | エウヘニオ・メナ         |
| 5   | DF   | チリ         | ダニエル・ゴンサレス     |
| 6   | DF   | アルゼンチン | ギジェルモ・ブルディッソ |
| 7   | FW   | アルゼンチン | フランコ・ディ・サント   |
| 8   | MF   | チリ         | イグナシオ・サーベドラ   |
| 9   | FW   | アルゼンチン | フェルナンド・サンペドリ |
| 10  | MF   | チリ         | César Pinares            |
| 11  | MF   | エクアドル   | Juan Francisco Rossel    |
| 12  | GK   | チリ         | Thomas Gillier           |
| 13  | FW   | チリ         | アクセル・セルダ         |
| 14  | FW   | チリ         | ルイス・エルナンデス     |
| 15  | DF   | チリ         | クリスティアン・クエバス |

| No. | Pos. |              | 選手名                 |
| --- | ---- | ------------ | ---------------------- |
| 16  | MF   | コロンビア   | Brayan Rovira          |
| 17  | DF   | チリ         | ブランコ・アンプエロ   |
| 18  | FW   | チリ         | Alexander Aravena      |
| 19  | MF   | チリ         | ブライアン・ゴンサレス |
| 20  | FW   | チリ         | ゴンサロ・タピア       |
| 21  | MF   | チリ         | Diego Corral           |
| 22  | GK   | アルゼンチン | Nicolás Peranic        |
| 23  | DF   | チリ         | バイロン・ニエト       |
| 24  | DF   | チリ         | アルフォンソ・パロ     |
| 26  | FW   | チリ         | ディエゴ・オッサ       |
| 27  | FW   | チリ         | ホルヘ・オルティス     |
| 35  | FW   | チリ         | クレメンテ・モンテス   |
| 55  | DF   | ウルグアイ   | ガリー・カヘルマチェル |

## 歴代監督
- グスタボ・モスコーソ
- マシモ・ガライ 1938
- アントニオ・デ・マーレ 1944-1946
- アルベルト・ブッシカルディ 1949
- ウィリアム・バーニケル 1954
- ホルヘ・オルモス 1956-1957
- マシモ・ルシッチ 1957
- ホルヘ・マヌエル・モレーノ 1957
- アルベルト・ブッシカルディ 1958-1959
- ミゲル・モッシオーラ 1960-1961
- フェルナンド・リエラ 1963-1965
- ルイス・ビダル 1966
- アルトゥーロ・キロス 1967
- フェルナンド・リエラ 1968
- / ネストル・イセーリャ 1973
- ホルヘ・ルコ 1975
- アルトゥーロ・キロス 1976-1977
- ホルヘ・ルコ 1977
- オルランド・アラベーナ 1978
- / ネストル・イセーリャ 1978-1979
- アンドレス・プリエト 1980
- ペドロ・モラレス・トーレス 1981
- ルイス・サンティバニェス 1981-1982

- イグナシオ・プリエト 1983-1989
- フェルナンド・カルバーリョ 1990-1991
- / ビセンテ・カンタトーレ 1991-1992
- イグナシオ・プリエト 1992-1993
- マヌエル・ペレグリーニ 1994-1996
- フェルナンド・カルバーリョ 1996-1999
- Wim Rijsbergen 1999-2001
- フベナール・オルモス 2001-2002
- オスカル・メネセス 2003
- オスカル・ガーレ 2004
- ホルヘ・ペリセール 2004-2006
- ホセ・デル・ソラール 2006-2007
- フェルナンド・カルバーリョ 2007-2008
- マリオ・レペ 2008-2009
- マルコ・アントニオ・フィゲロア 2008-2010
- / フアン・アントニオ・ピッツィ 2010-2011
- マリオ・レペ 2011-2012
- アンドレス・ロメーロ 2012
- マルティン・ラサルテ 2012-2013
- ロドリゴ・アストゥディージョ 2014
- フリオ・セサル・ファルシオーニ 2014
- パトリシオ・オルマサバル 2014
- マリオ・サラス 2015-2017

## 歴代所属選手

### プリメーラ・ディビシオン得点王
| 年      | 大会                     | 得点数 | 選手                     |
| ------- | ------------------------ | ------ | ------------------------ |
| 1943    | プリメーラ・ディビシオン | 17得点 | ビクトル・マンシーリャ   |
| 1987    | プリメーラ・ディビシオン | 21得点 | オスバルド・ウルタード   |
| 1994    | プリメーラ・ディビシオン | 33得点 | アルベルト・アコスタ     |
| 1997[A] | プリメーラ・ディビシオン | 15得点 | ダビド・ビスコンティ     |
| 2010    | プリメーラ・ディビシオン | 19得点 | ミロバン・ミロセヴィッチ |

### 南米カップ戦得点王
| 年   | 大会                   | 得点数 | 選手                       |
| ---- | ---------------------- | ------ | -------------------------- |
| 1993 | コパ・リベルタドーレス | 9得点  | フアン・カルロス・アルマダ |
| 1997 | コパ・リベルタドーレス | 11得点 | アルベルト・アコスタ       |
| 2006 | コパ・リベルタドーレス | 5得点  | ホルヘ・キンテロス         |
| 2012 | コパ・スダメリカーナ   | 5得点  | ミチャエル・リオス         |

### アメリカ大陸ベストイレブン
- パトリシオ・トレード 1991
- ホセ・デル・ソラール 1991
- ガリー・メデル 2009

### GK
- ネルソン・タピア 1994-2000

### DF
- ホルヘ・バルガス 1996-1997
- ハビエル・マルガス 1997-1998

### MF
- ファビアン・エスタイ 1987-1991
- ホセ・デル・ソラール 1989-1992
- ネストル・ゴロシート 1994-1995,1998-2000
- ダビド・ビスコンティ 1997-1998
- マウリシオ・イスラ 1998-2007
- パンチョ 2000-2001
- マルク・ゴンサレス 2002-2004
- ガリー・メデル 2006-2011

### FW
- アルベルト・アコスタ 1997
- ホセ・ルイス・ビジャヌエバ 2004-2005
- エステバン・フエルテス 2007